# Vaderland (boek)
Vaderland is een roman uit 2008 van de Vlaamse schrijver Joseph Pearce.
Vaderland gaat in hoofdzaak over relaties tussen vaders en zonen en speelt zich af tegen de achtergrond van de geschiedenis van de Joden. Uit de familiekroniek kiest de schrijver vijf generaties op vijf verschillende locaties. België in 2008; een vader die als Duits-Amerikaans-Joodse soldaat in België bleef besluit zonder veel woorden tot euthanasie. Verenigde Staten van Amerika in 1956; een overlevende van de Holocaust en zijn gezin worden geconfronteerd met de Suezcrisis. Duitsland in 1917; een Joodse soldaat in het Duitse leger, wordt vernederd door een officier. Pruisen in 1870; een Joodse jongeman wil zakendoen en zich thuis voelen in de moderne staat die Pruisen wil zijn. Polen (in het Russische Rijk) in 1829; de geest van een geëxecuteerde opposant beschrijft de relatie met zijn vader en met zijn land.